# Teodor Úbeda Gramage
Teodor Úbeda i Gramage (Ontinyent, Vall d'Albaida, 1931 - Palma (Mallorca), 2003) va ser un religiós valencià. El 1955 s'ordenà prevere i el 1961 estudià Teologia a la Universitat de Sant Tomàs de Roma. Fou vicari episcopal i el 1970 bisbe auxiliar d'Eivissa. El 1972 fou nomenat administrador apostòlic de Mallorca i el 13 d'abril de 1973 fou elegit bisbe de Mallorca. El seu pontificat es distingí per aplicar el Concili del Vaticà II.
El 1975 publicà amb el bisbe de Menorca, Miquel Moncades, una declaració sobre La responsabilitat dels cristians en la promoció de la nostra llengua i cultura. Així mateix, va treballar per a la normalització lingüística del català en la litúrgia i encoratjà i prologà les edicions en català per a les Balears d'Un testament (1987) i de la Bíblia (1994). Va orientar els fidels amb diversos comunicats en els moments de la transició democràtica, de l'Estatut d'autonomia (1983), de les diverses eleccions polítiques, i va mantenir sempre la independència d'opcions de partit.
El 1984 demanà, amb els altres dos bisbes de les Illes Balears, la creació de la Província Eclesiàstica de les Balears. Interessat per promocionar l'acció social de l'Església, el 1979 creà la Delegació Diocesana d'Acció Social. El 1976 fundà la Sapiència, que donà lloc (1981) a l'Hospital de Nit, i promogué el Projecte Home (1985). El 1978 propicià la federació dels grups d'esplai. El 1980 erigí l'associació Justícia i Pau.
També va encoratjar la presència missionera de preveres, religiosos i seglars al Burundi i al Perú. Fomentà l'ecumenisme a partir, sobretot, de l'atenció religiosa als turistes, singularment amb les esglésies anglicana, luterana alemanya i sueca i el 1987 participà en la inauguració de la sinagoga de Palma. El 2002 va rebre la Medalla d'Or de la Comunitat Autònoma de les Illes Balears.
Morí el 18 de maig de 2003, essent enterrat a la capella de Sant Pere de la seu de Mallorca. Precisament el lloc on havia promogut la intervenció de Miquel Barceló. Simbòlicament els veïns d'Ontinyent enviaren un poc de terra de la Serreta perquè fos sepultada amb el bisbe.
| Precedit per: Rafael Alvárez Lara | Bisbe de Mallorca 1972 - 2002 | Succeït per: Jesús Murgui Soriano |